# 长湖郡
长湖郡，中国南北朝时设置的郡。
西魏置长湖郡，治所在义安县（后改名常平县，今湖北襄阳市西），隶属于襄州。下辖义安县、旱停县二县。北周沿置，辖境约今湖北省襄阳市西南。隋文帝开皇三年（583年）废长湖郡，常平县、旱停县直属襄州。